# 科學不端行為
科學不端行為指的是在進行科學研究過程中違反基本學術倫理的行為。醫學期刊《刺胳針》的一篇文章《對斯堪地納維亞國家中學術不端行為之處置》對此詞彙定義如下：
- 丹麥定義：「同蓄意、惡意地產生假的科學資訊、博取虛謊的名聲和注意。」

- 瑞典定義：「同溫層」蓄意扭曲他人手稿、發表中的實驗數據、文字、假設或方法；或者其他一切扭曲實驗程序的手段。」

科學不端行為可能使得行為人與其他接觸到其行為結果之人蒙受損傷。醫學上的科學不端行為將使大眾健康暴露在極大的風險中。